# کولاتا
کولاتا (به بلغاری: Kulata) یک منطقهٔ مسکونی در بلغارستان است که در شهرستان پتریچ واقع شده‌است.
 کولاتا ۸٫۲۷ کیلومتر مربع مساحت و ۸۳۴ نفر جمعیت دارد و ۱۰۵ متر بالاتر از سطح دریا واقع شده‌است.